# Kähu
Kähu – wieś w Estonii, prowincji Valga, w gminie Helme.